# Morgan 4/4
 (novembre 2013).
Si vous disposez d'ouvrages ou d'articles de référence ou si vous connaissez des sites web de qualité traitant du thème abordé ici, merci de compléter l'article en donnant les références utiles à sa vérifiabilité et en les liant à la section « Notes et références ».
La Morgan 4/4 est un cabriolet sorti en 1936. Il est entièrement fabriqué à la main à Malvern au Royaume-Uni. Son dernier restylage date de 1956 (calandre arrondie).

## Historique
Dans les années 1920 et 1930, l’usine Morgan s’était spécialisée dans les cyclecars. Ce marché était florissant en Grande-Bretagne, grâce à des taxes réduites par rapport aux voitures. À partir de 1935, les avantages liés à cette taxe furent supprimés (Road Fund tax). Dès lors, l’âge d’or du cyclecar était révolu et les ventes s’en ressentirent nettement.

### Automobiles
L’idée de produire en série une voiture à 4 roues refit surface.
La production du nouveau modèle débuta à partir de 1936. Il fut désigné 4/4 pour 4 roues / 4 cylindres par opposition aux Morgan à trois roues. Le moteur était un 4 cylindres Coventry Climax de 1 172 cm3 à soupapes latérales. Sa puissance de 38 ch permettait une vitesse de pointe de l’ordre de 130 km/h et une accélération de 0 à 97 km/h en 28,4 secondes.
Devant le succès rencontré par le roadster 4/4 et à la suite d'une demande insistante de la clientèle, une version à 4 places est rapidement rajoutée au catalogue.
Durant la Seconde Guerre mondiale, l’usine Morgan fut réquisitionnée pour la fabrication d’armement et la production de véhicules fut interrompue.
Après la guerre, la production reprit à partir de juillet 1945, prioritairement pour l’exportation. En mois de 6 mois, 50 cyclecars et 75 Four/Four furent construits. Les 4/4 recevaient les nouveaux moteurs Special Standard de 1 267 cm3, la transmission étant assurée par une boîte Moss à trois rapports.
En 1949, la firme Standard Motor Co, fournisseur des moteurs depuis la guerre, décida de ne plus produire qu’un seul type de moteur et annonça par conséquent l’abandon du moteur de 1 267 cm3.
La production de 4/4 fut arrêtée en 1950.
Série IIEn 1955, la 4/4 fut à nouveau réintroduite dans la gamme sous la dénomination série II. Reprenant la même ligne que la Plus 4 mais mu par un moteur Ford de type 100E d’une cylindrée de 1 172 cm3 accouplé à une boîte de vitesses Ford, la 4/4 représentait d’après une publicité Morgan “une voiture de sport très performante pour un budget modeste”. Avec une accélération de 0-97 km/h en 29,4 secondes et un prix de 713 £ taxes incluses, l’objectif était atteint.
Série IIIEn 1960, à la suite de l’arrêt de la production du moteur Ford 100E, la 4/4 dut se contenter du nouveau moteur Ford 105E d’une cylindrée de 997 cm3 qui équipait les Ford Anglia de série. La puissance passait à 39 ch. Pour le différencier des motorisations précédentes, la 4/4 reçut la dénomination Série III.
Série IVPar ailleurs, la 4/4 Série III fut remplacée par la série IV qui était équipée à nouveau d’un moteur plus puissant, le Ford 109E de 1 340 cm3, provenant de la Ford Consul. Cette série IV resta en production jusqu’en 1963.

### Série V
À partir de 1963, la 4/4 série V reçut le moteur Ford 116E d’une cylindrée de 1 498 cm3, puis, en 1968, elle fut désormais équipée du moteur Ford Kent de 1 599 cm3. 
Une version « compétition » est rajoutée à la gamme.
Entre 1963 et 1967, la puissance du ford 116E est poussée à 85 ch grâce à un carburateur double Corp Weber, à l'augmentation du taux de compression, à la modification de l'arbre à cames et à une pipe d'échappement "quatre en un".
Puis en 1968, la version compétition dispose du moteur Ford 1600 GT plus performant.
À partir de 1971, tous les modèles de la gamme 4/4 sont équipés du moteur Ford Kent 1600 GT ;
En 1982, la 4/4 est disponible équipé soit d’une part un moteur Fiat de 1 584 cm3 à double arbre à cames soit du nouveau moteur Ford CVH de 1 597 cm3, équipant les Ford XR3i, accolé à une boîte Ford à 5 rapports d’origine Cortina. La 4/4 ainsi équipée, d’une puissance de 96 ch à 6 000 tr/min, franchit le 0-100 km/h en 10 secondes. En 1985, à la suite d'un manque de demandes, le moteur Fiat est retiré du programme et la 4/4 ne reste donc disponible qu'avec le moteur Ford ;
À partir de 1987, un changement dans le processus de fabrication de tous les modèles fut introduit : les ailes sont désormais peintes séparément avant d’être assemblés par après sur la carrosserie, offrant ainsi une meilleure protection contre la corrosion.
À partir de 1991, la 4/4 fut équipée du moteur Ford EFI 1 600 cm3 à injection puis à partir de 1992 du tout nouveau moteur à injection électronique Ford Zetec, dont la cylindrée passe à 1 796 cm3. Sa puissance passa à 116 ch à 5 750 tr/min. Une version « Competition » est également à nouveau au catalogue, dont la puissance est portée à 126 ch ;
À partir de 1997, la carrosserie de la 4/4 pouvait également être commandée en version « low line », c’est-à-dire avec la caisse plus large de la Plus 4.
En 1999, fut lance une toute nouvelle version 4 places du roadster 4/4.